# エリック・カール
エリック・カール（Eric Carle、1929年6月25日 - 2021年5月23日）は、アメリカの絵本作家。
ニスを下塗りした薄紙に指や筆で色をつけた色紙を切抜き、貼りつけていくコラージュの手法が特徴。鮮やかな色彩感覚によって「絵本の魔術師」といわれる。
発表した絵本は40作以上にのぼり、代表作である『はらぺこあおむし』は70以上の言語に翻訳され、出版部数は5500万部を超えている。

## 略歴
1929年ニューヨーク州シラキュース生まれ。両親はドイツ人1935年に家族とドイツに移住。
1946年から4年間、シュトゥットガルト造形美術大学で学ぶ。52年にアメリカに戻り、絵本作家のレオ・レオニの紹介でニューヨーク・タイムズのグラフィックデザイナーとして働く。67年に『くまさん くまさん なにみてるの？』（原題 Brown Bear, Brown Bear, What Do You See?、文 ビル・マーチン）のイラストレーションを担当し、絵本作家としてデビュー。68年に最初の自作絵本『1、2、3 どうぶつえんへ』を発表。本作は翌1970年にボローニャ国際児童図書展グラフィック大賞を受賞。69年、『はらぺこあおむし』をアメリカで刊行。本作はアメリカのほかドイツ、フランスなど各国で多数の賞を受賞。
- 1971年より絵本製作に専念、『たんじょうびの ふしぎな てがみ』、『うたが みえる きこえるよ』などを発表。
- 1985年、訪日。
- 2002年11月、ボストン近郊にエリック・カール絵本美術館が開館。
- 2003年、ローラ・インガルス・ワイルダー賞を受賞。
- 2021年5月23日、腎不全のため、東部マサチューセッツ州の自身の別荘で死去[9][10]。91歳没。

## 代表的な絵本
括弧内は原題。
- くまさん くまさん なにみてるの？（Brown Bear, Brown Bear, What Do You See?、1967年[注 1]）
- はらぺこあおむし（The Very Hungry Caterpillar 1969年）森比左志 訳、偕成社、1976年
- ホットケーキできあがり！（Pancake、Pancake）アーサー・ビナード 訳、偕成社、1970年
- ごちゃまぜカメレオン（The Mixed-up Chameleon）八木田宜子 訳、偕成社、1990年
- ちいさいタネ（The Tiny Seed） ゆあさふみえ 訳、偕成社
- やどかりのおひっこし（A House for Hermit Crab）森比左志 訳、偕成社
- くもさん おへんじ どうしたの（The Very Busy Spider）森比左志 訳 偕成社
- ごきげんななめのてんとうむし（The Grouchy Ladybug）森比左志 訳、偕成社
- 月ようびはなにたべる？（Today is Monday）森比左志 訳、偕成社
- だんまりこおろぎ（The Very Quiet Cricket）工藤直子 訳、偕成社
- 巨人に気をつけろ！（Watch Out A Giant）森比左志 訳、偕成社
- さびしがりやのほたる（The Very Lonely Firefly）偕成社
- とうさんはタツノオトシゴ（Mister Seahorse）佐野洋子 訳、偕成社
- こんにちは あかぎつね！（Hello Red Fox）佐野洋子 訳、偕成社
- パパ、おつきさまとって（Papa, Please Get the Moon for Me）森比左志 訳、偕成社
- パッチン！とんでコメツキくん（The Very Clumsy Click Beetle）偕成社

他に童心社からいわむらかずおとコラボレートした日英バイリンガル絵本『どこへいくの？ともだちにあいに!』がある。

## その他
2021年11月12日、エリック・カールの世界観をテーマとする、日本で初めてのプレイグラウンド施設『プレイパーク エリック・カール』がオープンした。